# Herb gminy Jodłownik
Herb gminy Jodłownik – jeden z symboli gminy Jodłownik, ustanowiony 15 lipca 2003.

## Wygląd i symbolika
Herb przedstawia na tarczy koloru czerwonego srebrną jabłoń o trzech konarach, dziesięciu liściach i sześciu jabłkach, a po jej obu stronach: srebrny klucz i srebrnego wspiętego gryfa.